# Winter-Universiade 2011
Die 25. Winter-Universiade fand vom 27. Januar bis 6. Februar 2011 in Erzurum, Türkei statt.

## Sportstätten
Alle Wettkämpfe fanden in Erzurum, dem Gastgeber selbst statt.
- Kiremitliktepe – Nordische Kombination, Skispringen
- Kandilli Nordic Center – Biathlon, Langlauf, Nordische Kombination
- Konakli Alpine Skiing – Ski Alpin
- Palandöken Ski Resort – Freestyle-Skiing, Snowboard
- Erzurum Shorttrackhalle – Shorttrack
- Erzurum Indoor Ice Skating Rink – Eisschnelllauf
- Erzurum 3000 Ice Hockey Arena – Eishockey
- Erzurum 5000 Ice Rink – Eishockey
- Erzurum Curling Arena – Curling

## Teilnehmer

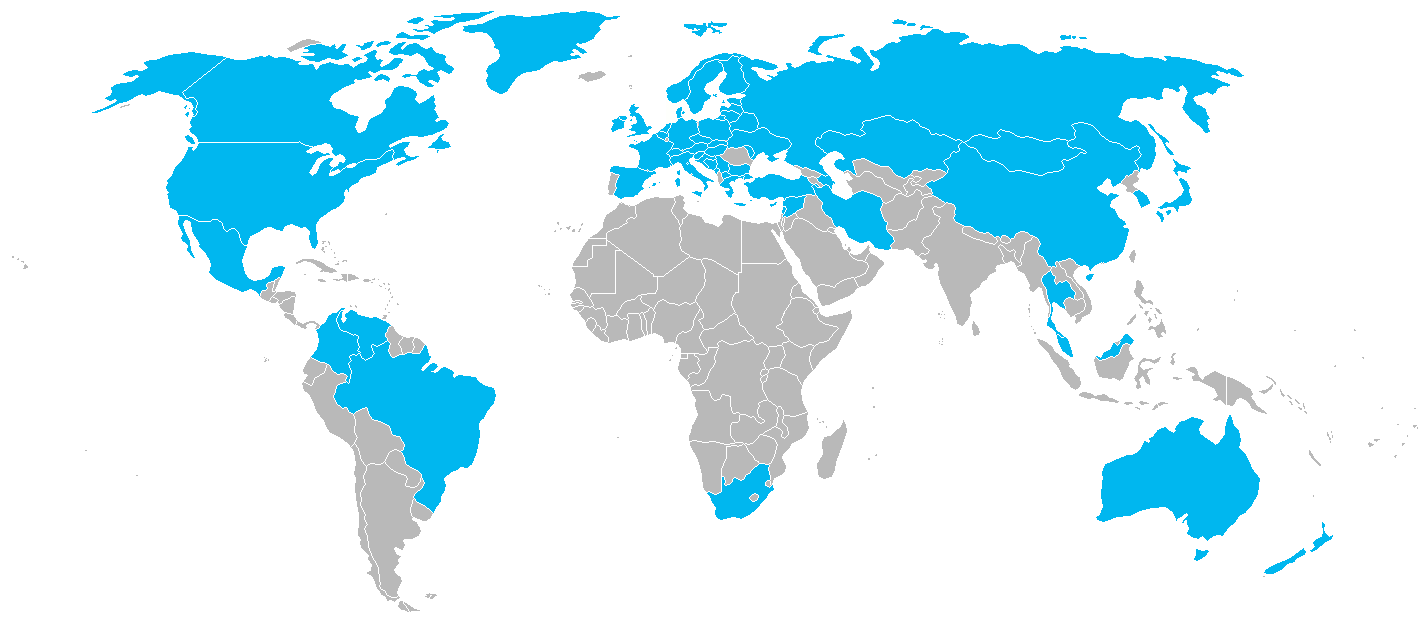
Die teilnehmenden Länder sind blau gekennzeichnet.

| Teilnehmer der Winter-Universiade 2011 | Teilnehmer der Winter-Universiade 2011 | Teilnehmer der Winter-Universiade 2011 |
| Europa (1310 Athleten aus 34 Ländern) | Europa (1310 Athleten aus 34 Ländern) | Europa (1310 Athleten aus 34 Ländern) |
| --- | --- | --- |
| - Aserbaidschan (1) - Belarus (57) - Belgien (6) - Bosnien und Herzegowina (1) - Bulgarien (7) - Dänemark (1) - Deutschland (30) - Estland (16) - Finnland (88) - Frankreich (58) - Griechenland (7) - Großbritannien (49) | - Irland (7) - Italien (49) - Kroatien (4) - Lettland (4) - Mazedonien (2) - Monaco (1) - Montenegro (1) - Niederlande (14) - Norwegen (8) - Österreich (26) - Polen (75) | - Russland (176) - Schweden (59) - Schweiz (48) - Serbien (15) - Slowakei (61) - Slowenien (56) - Spanien (40) - Tschechien (81) - Türkei (158) - Ukraine (78) - Ungarn (26) |
| Amerika (190 Athleten aus 6 Ländern) | | |
| - Brasilien (4) - Kanada (102) | - Kolumbien (1) - Mexiko (1) | - Venezuela (1) - Vereinigte Staaten (81) |
| Asien (341 Athleten aus 10 Ländern) | | |
| - China, Volksrepublik (76) - Chinesisch Taipeh (1) - Iran (13) - Japan (97) | - Kasachstan (39) - Kirgisistan (2) - Libanon (6) | - Malaysia (1) - Mongolei (15) - Südkorea (91) |
| Ozeanien (29 Athleten aus 2 Ländern) | | |
| - Australien (11) | - Neuseeland (18) | |
| Afrika (2 Athleten aus 1 Land) | | |
| - Südafrika (2) | | |
| (Anzahl der Athleten) * erstmalige Teilnahme an der Winter-Universiade | | |

## Zeitplan
| Disziplin             | Do. 27. | Fr. 28. | Sa. 29. | So. 30. | Mo. 31. | Di. 1.  | Mi. 2.  | Do. 3.  | Fr. 4.  | Sa. 5.  | So. 6.  | Ent- schei- dungen |
| Disziplin             | Januar  | Januar  | Januar  | Januar  | Januar  | Februar | Februar | Februar | Februar | Februar | Februar | Ent- schei- dungen |
| --------------------- | ------- | ------- | ------- | ------- | ------- | ------- | ------- | ------- | ------- | ------- | ------- | ------------------ |
| Eröffnungsfeier       |         |         |         |         |         |         |         |         |         |         |         |                    |
| Biathlon              |         |         | 2       |         |         | 2       | 2       |         | 1       | 2       |         | 9                  |
| Curling               |         |         |         |         |         |         |         |         |         | 2       |         | 2                  |
| Eishockey             |         |         |         |         |         |         |         |         |         | 1       | 1       | 2                  |
| Eiskunstlauf          |         |         |         |         |         |         | 2       | 1       | 2       |         |         | 5                  |
| Freestyle-Skiing      |         | 2       |         |         |         |         |         |         |         | 2       |         | 4                  |
| Nordische Kombination |         | 1       |         | 1       |         | 1       |         |         |         |         |         | 3                  |
| Shorttrack            |         | 2       | 2       | 4       |         |         |         |         |         |         |         | 8                  |
| Ski Alpin             |         |         | 1       | 1       |         |         | 2       | 1       | 1       | 1       | 1       | 8                  |
| Skilanglauf           |         | 2       | 2       |         | 2       |         | 2       | 1       |         | 2       |         | 11                 |
| Skispringen           |         | 1       | 1       |         | 1       |         |         | 1       |         |         |         | 4                  |
| Snowboard             |         |         |         | 2       |         | 2       |         |         | 2       |         | 2       | 8                  |
| Schlussfeier          |         |         |         |         |         |         |         |         |         |         |         |                    |
| Entscheidungen        | 0       | 8       | 8       | 8       | 4       | 6       | 6       | 4       | 6       | 10      | 4       | 64                 |
|                       | Do. 27. | Fr. 28. | Sa. 29. | So. 30. | Mo. 31. | Di. 1.  | Mi. 2.  | Do. 3.  | Fr. 4.  | Sa. 5.  | Mo. 6.  | Gesamt             |
| Januar                | Januar  | Januar  | Januar  | Januar  | Februar | Februar | Februar | Februar | Februar | Februar |         | Gesamt             |

Farblegende

## Medaillenspiegel
| Platz  | Mannschaft          | Gold | Silber | Bronze | Gesamt |
| ------ | ------------------- | ---- | ------ | ------ | ------ |
| 1      | Russland            | 14   | 14     | 10     | 38     |
| 2      | Südkorea            | 7    | 3      | 5      | 15     |
| 3      | Ukraine             | 6    | 5      | 4      | 15     |
| 4      | Vereinigte Staaten  | 5    | 2      | –      | 7      |
| 5      | Frankreich          | 4    | 4      | 4      | 12     |
| 6      | Japan               | 4    | 3      | 3      | 10     |
| 7      | Slowakei            | 4    | –      | 2      | 6      |
| 8      | Volksrepublik China | 3    | 3      | 4      | 10     |
| 9      | Deutschland         | 3    | 3      | 1      | 7      |
| 10     | Tschechien          | 3    | 2      | 3      | 8      |
| 11     | Slowenien           | 2    | 2      | 4      | 8      |
| 12     | Schweiz             | 2    | 1      | 3      | 6      |
| 13     | Österreich          | 2    | 1      | 1      | 4      |
| 14     | Italien             | 1    | 3      | 4      | 8      |
| 14     | Kanada              | 1    | 3      | 1      | 5      |
| 16     | Finnland            | 1    | 2      | –      | 3      |
| 17     | Kasachstan          | 1    | –      | 6      | 7      |
| 18     | Großbritannien      | 1    | –      | –      | 1      |
| 19     | Polen               | –    | 6      | 3      | 9      |
| 19     | Bulgarien           | –    | 2      | 2      | 4      |
| 19     | Schweden            | –    | 2      | 2      | 4      |
| 22     | Belarus             | –    | 1      | 1      | 2      |
| 22     | Türkei              | –    | 1      | –      | 1      |
| 24     | Spanien             | –    | 1      | –      | 1      |
| 25     | Ungarn              | –    | –      | 1      | 1      |
| Gesamt | Gesamt              | 85   | 85     | 85     | 255    |